# Edward Graff
Edward Graff (20 de agosto de 1897 — 19 de março de 1954) foi um jogador de rugby union estadunidense, campeão olímpico.

## Carreira
Enquanto frequentava a Universidade da Califórnia em Berkeley, jogou pelo California Golden Bears. Graff integrou a equipe da Seleção dos Estados Unidos que conquistou a medalha de ouro nos Jogos Olímpicos de Verão de 1924 em Paris. Ele jogou as duas partidas desta competição, nas quais os americanos derrotaram a Romênia por 37–0 no Stade de Colombes em 11 de maio, e uma semana depois derrotaram a França por 17–3.
Em 1931, ele retornou a Berkeley, onde se tornou treinador do California Golden Bears, cargo que ocupou até 1937, e então liderou a equipe do Clube Olímpico ao sucesso no rugby da Califórnia. Juntamente com outros medalhistas de ouro do rugby union, ele foi incluído no Hall da Fama do IRB em 2012.